# إضراب بولمان
إضراب بولمان هو إضراب عام قام به عمال سكك الحديد في الولايات المتّحدة ودام من 11 مايو إلى 20 يوليو من عام 1894، وكان نقطة تحوّل في قانون العمل الأمريكي. حرّضت نقابة السكك الأمريكية (ARU) على العصيان ضدّ شركة بولمان، وهي شركة سكك رئيسية، والحكومة الفدرالية الأمريكية بقيادة الرّئيس جروفر كليفلاند. أغلق الإضراب وما تلاه من مقاطعة معظم حركات الشحن والمسافرين غرب ديترويت. النزاع بدأ في بلدة بولمان في منطقة شيكاغو يوم 11 مايو عندما بدأ 4,000 عامل تقريبا في مصنع شركة بولمان إضرابا عشوائيا ردّا على التخفيضات في الأجور. قتل ما مجموعه 30 عاملا من قبل عملاء سكة الحديد وحلفائهم.
أغلب عمّال المصنع الذين بنوا عربات بولمان عاشوا في بلدة الشركة على الجانب الجنوبي من شيكاغو. وقد صممها الصناعي جورج بولمان لتكون بلدة نموذجية. وظف بولمان عمالا من عدة خلفيات، وأراد تعيين السود في بعض الوظائف، كما استعان بالإعلانات لتساعده على جلب العمالة إلى شركته.
قامت الشركة بفصل العمّال وخفض الأجور، ولكنها لم تخفّض الإيجارات، فدعا العمّال إلى إضراب. ومن بين الأسباب الأخرى للإضراب كانت غياب الديمقراطية داخل بلدة بولمان وسياستها، والسيطرة الأبوية الصارمة للشركة على العمّال، وارتفاع أسعار الماء والغاز، ورفض الشركة السماح لعمّال بشراء وامتلاك البيوت. لم يشكّل العمال اتحادا. تأسّست نقابة السكك الأمريكية على يد يوجين فيكتور دبس في عام 1893 لتنظيم عمّال السكك غير المهرة. ذهب ديبس مع منظمي النقابة إلى بولمان ووقّع مع العديد من العمّال الساخطين. رفضت شركة بولمان الاعتراف بالنقابة أو أيّ مفاوضات، فدعت النقابة إلى إضراب ضدّ المصنع، لكن لم تظهر أي علامات للنجاح. قرّر ديبس أن يوقف حركة عربات بولمان على السكة ليكسب الإضراب. لكن عمال بولمان على السكّة (مثل الكمسريين والحمالين) لم يضربوا.
دعا ديبس ونقابة السكك إلى مقاطعة شاملة ضدّ كلّ القطارات التي تجر عربات بولمان. أثّر الإضراب على أكثر خطوط السكك غرب ديترويت وتضمّن في ذروته حوالي 250,000 عامل في 27 ولاية. قامت منظمات أخوة سكة الحديد والاتحاد الأمريكي للعمل (AFL) بمعارضة المقاطعة، ونسّقت جمعية المدراء العامين لسكك الحديد هذه المعارضة. قتل ثلاثون شخصا في أعمال الشغب والتخريب التي تسبّبت بأضرار قدرها ثمانين مليون دولار.] وجّهت الحكومة الفدرالية إنذارا ضدّ النقابة وديبس وزعماء المقاطعة الآخرين، وأمرتهم بالكف عن التدخّل في القطارات التي تجرّ عربات البريد. رفض المضربون هذا القرار، وأمر الرّئيس جروفر كليفلاند الجيش بمنع المضربين من عرقلة القطارات. اندلع العنف في العديد من المدن وانهار الإضراب. تمت محاكمة ديبس ودافع عنه فريق شمل المحامي الشهير كلارنس دارو، وتمت إدانته بانتهاك أمر المحكمة وحكم عليه بالسجن؛ وتفككت نقابة السكك الأمريكية بعد ذلك.

## الخلفية

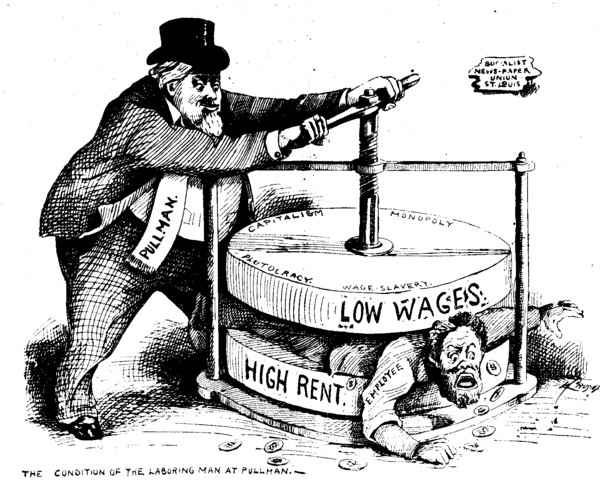
حالة عمال بولمان. يتم عصر عامل بولمان بين الإيجار والأجر القليل، كاريكاتير من 7 يوليو 1894.

حدث كساد حاد في الولايات المتحدة (وعرف باسم ذعر العام 1893)، وقامت شركة بولمان للعربات بخفض الأجور مع انحسار الطلب على عربات الركاب ونقص الإيرادات. اشتكى وفد من العمّال بأنّ الأجور انخفضت لكن إيجارات السكن والمصاريف الأخرى في بلدة الشركة لم تنخفض. رفض مالك الشركة، جورج بولمان، خفض الإيجارات أو الوصول لحل.

## المقاطعة

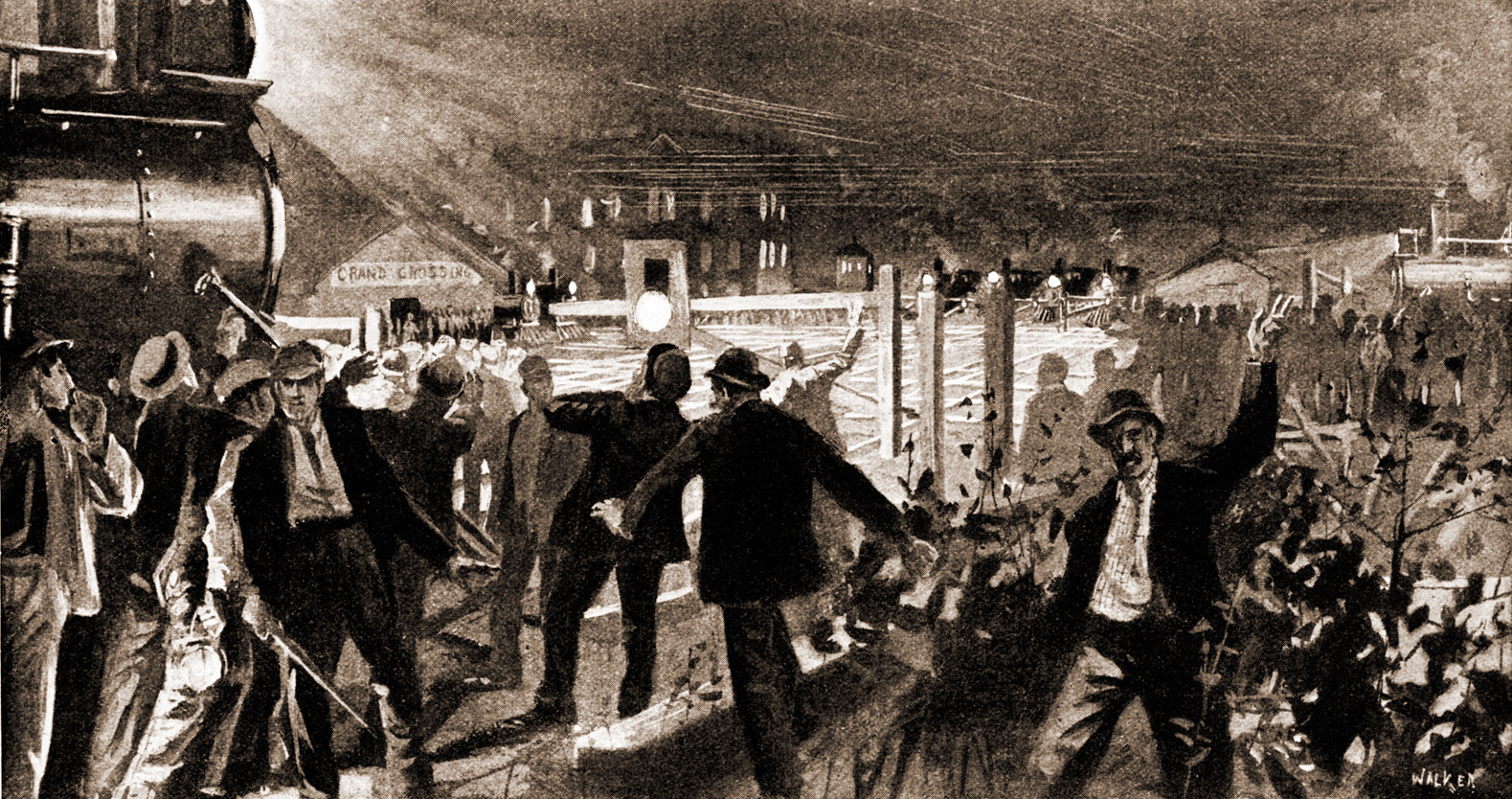
صعّد نقابة السكك الأمريكي الإضراب بأن بدأ بحصار التقاطع الكبير في شيكاغو في ليلة 26 يونيو 1894.

انضم العديد من عمّال مصنع بولمان إلى نقابة السكك الأمريكية (ARU)، بقيادة يوجين فيكتور دبس، الذي دعم إضرابهم عن طريق مقاطعة أعضاء النقابة لقيادة القطارات التي تجر عربات بولمان. في زمن الإضراب كان نحو 35 % من عمّال بولمان تقريبا من أعضاء نقابة السكك الأمريكية. كانت الخطة هي إجبار بولمان على التفاوض على تسوية. بدأ ديبس المقاطعة في 26 يونيو 1894. خلال أربعة أيام قام 125,000 عامل في تسع وعشرين خط سكة بترك العمل عوضا عن التعامل مع عربات بولمان.
نسّقت خطوط السكك ردّها من خلال جمعية المدراء العامين، والتي تأسّست في عام 1886 وتضمّنت 24 خط مرتبط مع شيكاغو. بدأت الشركات باستقدام بدلاء عن العمّال لكسر الإضراب، وهو ما زاد العداوات. تم توظيف العديد من السود في عمليات كسر الإضراب، حيث خشوا أنّ التمييز العنصري داخل النقابة سيقفل عليهم سوق عمل آخر. أضاف هذا إلى التوتّر العرقي مع النقابة.
في 29 يونيو 1894، استضاف ديبس اجتماعا سلميا في بلو أيلاند، إلينوي لحشد الدعم للإضراب. بعدئذ، قامت مجموعات غاضبة من الحشد بإشعال النار في البنايات القريبة وأخرجت قطارا عن السكة. في مكان آخر في الغرب، منع المضربون المتعاطفون نقل البضائع بأن تركوا العمل وعرقلوا مسارات السكك وهددوا بمهاجمة كاسري الإضراب. زاد هذا الانتباه الوطني وطالب الناس بتدخل الحكومة الفدرالية.

## التدخّل الفدرالي
تعامل المدعي العام الأمريكي ريتشارد أولني مع الإضراب تحت إمرة الرّئيس غروفر كليفلاند. كان أولني محاميا في مجال سكك الحديد، وظل يستلم راتبا قدره 10,000 من شركة شيكاغو وبرلينغتون وكوينسي، بالمقارنة مع راتبه الوزاري بمبلغ 8,000 دولار. حصل أولني على أمر من المحكمة الفدرالية يمنع زعماء النقابة من دعم الإضراب وطلب من المضربين إيقاف نشاطاتهم أو مواجهة الطرد. تجاهل ديبس وزعماء النقابة الآخرين هذا الأمر، فتم استدعاء القوّات الفدرالية لتطبيق أمر المحكمة. تردد ديبس في البداية لبدء الإضراب، لكنه رمى كل طاقاته لتنظيمه. دعا ديبس لإضراب عام لكلّ أعضاء النقابة في شيكاغو، لكن تمت معارضته من قبل صامويل غومبرز، رئيس الاتحاد الأمريكي للعمل، وعدد من النقابات الأخرى، وباء بالفشل.
ضربت القوات الفدرالية جهود نقابة السكك لسدّ نظام النقل الوطني في المدينة تلو المدينة. شارك في هذه العمليات آلاف المارشالات الأمريكيين وحوالي 12,000 جندي يقودهم قبل العميد نيلسون أبليتون مايلز. أراد الرّئيس كليفلاند أن تتحرّك القطارات ثانية، وذلك استنادا على مسؤوليته الدستورية والقانونية اتجاه البريد. جادل محاموه بأنّ المقاطعة انتهكت قانون شيرمان لمقاومة الاحتكار، ومثّلت تهديدا للسلامة العامّة. أدى قدوم الجيش ووفيات العمّال في العنف إلى اندلاع أعمال شغب أخرى. مات خلال أحداث الإضراب 30 مضربا وجرح 57. تجاوزت أضرار الأملاك من جراء الإضراب 80 مليون دولار.

## الردود المحليّة
أثّر الإضراب على مئات البلدات والمدن في أنحاء البلاد. انقسم العمّال بين العمال المهرة مثل قادة القطارات وعمال الفحم والكمسريين الذين لم يدعموا الإضراب، وأعضاء اتحاد العمال، وكان أغلبهم من العمالة غير المهرة على الأرض. قام سكان المدن ورجال الأعمال بدعم شركات السكك، بينما دعم المزارعون اتحاد العمال، حيث ساند أغلبهم الحزب الشعبوي.
في بيلينغز، مونتانا، وهي مركز سكّة مهم، قام كاهن ميثودي محليّ يدعى جـ. و. جيننغز بدعم نقابة السكك الأمريكية. وقارن في إحدى عظاته مقاطعة بولمان بحفلة شاي بوسطن، وهاجم مسؤولي ولاية مونتانا والرّئيس كليفلاند لتركهم «إيمان آباء الجاكسونيين». بدلا من الدفاع «عن حقوق الناس ضدّ عدوان الشركات المستبدّة»، وقال أن زعماء الحزب كانوا «أدوات طيّعة لدى الأرستقراطيين الذين أرادوا السيطرة على هذه البلاد». بقيت مدينة بيلينغز هادئة، لكن الجيش وصل إلى مدينة لوكوود القريبة في 10 يوليو، وهي مركز سكّة صغير، حيث تمت محاصرة قطار القوّات من قبل مئات المضربين الغاضبين. تمكن الجيش من فتح خطوط السكك عبر مونتانا وتجنّب العنف. عندما انتهى الإضراب، قامت شركات السكك بطرد كل من دعم الإضراب وأدرجته في القائمة السوداء.
في كاليفورنيا، كانت المقاطعة فعّالة في ساكرامنتو، وهي مركز للعمالة، لكنها كانت ضعيفة في منطقة الخليج وضئيلة في لوس أنجلس. امتدّ زمن الإضراب عندما أبدى المضربون شكواهم من خفض الأجور، وإلى مدى كراهيتهم لشركة سكة حديد المحيط الهادي الجنوبية. بدأ المضربون أعمال العنف والتخريب؛ ورأتها الشركات كحرب أهلية بينما رآها الاتحاد كحملة صليبية لصالح حقوق العمال غير المهرة.

## الرأي العام
كان الرأي العام معارضا للإضراب ودعم قرارات كليفلاند. دعم الجمهوريون والديمقراطيون الشرقيون سياسات كليفلاند (زعيم الجناح المؤيّد للشركات في الحزب)، لكن الديمقراطيين الجنوبيين والغربيين بالإضافة إلى الشعبويين شجبوه. دعم جون هوبكنز عمدة شيكاغو الإضراب ومنع شرطة شيكاغو من التدخّل قبل أن ينقلب الإضراب إلى عنف. وشجب جون بيتر ألتغيلد، حاكم إلينوي الديمقراطي، سياسة كليفلاند وقال أن بإمكانه معالجة الاضطرابات في ولايته دون تدخّل فدرالي.
كانت التغطية الإعلامية شاملة وسلبية بشكل عام. اشتركت أغلب التقارير وافتتاحيات الأخبار بتصوير المضربين بأنهم أجانب حاربوا الوطنية التي أبدتها الميليشيا الشعبية والقوّات، بما أن العديد من المهاجرين الجدد عملوا في المصانع وسكك الحديد. حذّر محرّرو الصحف من جموع الغوغاء والأجانب والفوضى وتحدى القانون. وصفت نيويورك تايمز الإضراب أنه «كفاح بين أهم وأعظم منظمات العمل وكل رأسمال سكة الحديد». في شيكاغو، شجب زعماء الكنيسة هذه المقاطعة، لكن بعض القساوسة البروتستانت الشباب دافعوا عنها.

## الأثر
اعتقل ديبس بتهم فدرالية، ومنها التآمر لعرقلة البريد بالإضافة إلى عصيان الأمر الموجّه إليه من المحكمة العليا للتوقف عن إعاقة حركة السكك وإيقاف المقاطعة. دافع عنه المحامي البارز كلارنس دارو، بالإضافة إلى ليمان ترومبول. في المحاكمة بتهمة المؤامرة، جادل دارو بأنّ شركات السكك هم من اجتمعوا سرّا وتآمروا ضدّ معارضيهم. أحسّ الادعاء أنّ ديبس سيخرج من التهمة بريئا، فأسقط التهمة عندما مرض أحد المحلّفين. قام دارو بتمثيل ديبس أيضا في المحكمة العليا لانتهاكه الأمر الفدرالي، وحكم على ديبس بستّة أشهر في السجن.
في بدايات العام 1895، قام الجنرال وليام مونتروز جراهام بنصب مسلّة تذكارية في مقبرة سان فرانسيسكو الوطنية في بريسيديو، تكريما لأربعة من جنود المدفعية الخامسة الذين قتلوا في تحطّم قطار ساكرامنتو في 11 يوليو 1894 أثناء الإضراب. تحطّم القطار وهو يعبر جسرا زُعم أن أعضاء النقابة نسفوه. تضمّن نصب جراهام نقش، «قتل على يد المضربين»، وظل مدافعا عن هذا الوصف. ما زالت المسلّة قائمة.
طلبت الولاية من الشركة بيع أملاكها السكنية بعد الإضراب. توفي جورج بولمان في عام 1897، وأصبحت بلدة بولمان في العقود اللاحقة جزءا من الحي الجنوبي. وبقيت الشركة أكبر أرباب العمل في المنطقة قبل إغلاقها في الخمسينات. المنطقة هي الآن معلم تاريخي وطني ومعلم مهم في منطقة شيكاغو.

## السياسة

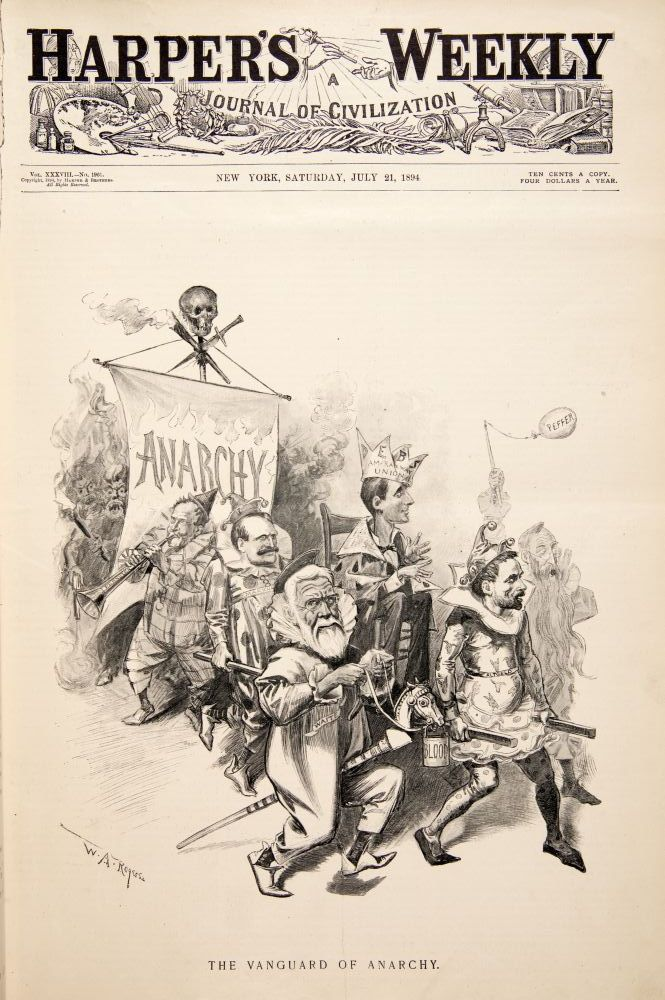
مجلة هاربرز ويكلي وصفت يوجين ديبس ومنظمي الإضراب بأنهم "طلائع الفوضوية"، 21 يوليو 1894.

أطلاق سراح ديبس من السجن في عام 1895، وأصبح مدافعا قويا عن الاشتراكية، وساعد في عام 1897 على إنشاء حزب الديمقراطية الاجتماعية لأمريكا، والذي خلفه الحزب الاشتراكي الأمريكي. رشّح للرئاسة في 1900 عن تذكرة الحزب الاشتراكي، وترشح لأربع مرات أخرى.
وُجّهت تهم مدنية وجنائية ضدّ منظمي الإضراب وبالأخص إلى ديبس، وأصدرت المحكمة العليا قرارا جماعيا برفض أعمال ديبس. كان حاكم إلينويز جون ألتغيلد ساخطا من كليفلاند لأنه وضع الحكومة الفدرالية في خدمة أرباب الأعمال، ولرفضه خطة ألتغيلد للاستعانة بالميليشيا الشعبية للولاية بدلا من القوّات الاتحادية لحفظ النظام.
عيّنت إدارة كليفلاند لجنة وطنية لدراسة أسباب إضراب 1894؛ ووجدت أن سلطة جورج بولمان الأبوية الصارمة تتحمل اللوم بشكل جزئي ووصف عمليات بلدة الشركة بأنها «غير أمريكية». في 1898، أجبرت محكمة إلينوي العليا شركة بولمان على التخلي عن ملكية البلدة بما أن عقد الشركة لم يخوّل لها الأمر، وتم إلحاق الأرض بمدينة بشيكاغو. معظم المنطقة مخصصة الآن كمنطقة تاريخية، وهي مدرجة على السجلّ الوطني للأماكن التاريخية.

## يوم العمال
في 1894، خصص الرّئيس غروفر كليفلاند والكونجرس يوم العمال ليكون عطلة فدرالية في محاولة منه للمصالح العمال بعد الإضراب. تم تمرير القرار إلى الكونجرس بعد ستّة أيام من نهاية الإضراب. أيّد صموئيل غومبرز هذه العطلة، وكان سابقا قد أيّد الحكومة الفدرالية في جهودها لإنهاء الإضراب.